# Platorish churchillae
Platorish churchillae là một loài nhện trong họ Trochanteriidae. Loài này phân bố ở Queensland.